# 1UP.com
1UP.com a fost un site american din domeniul jocurilor video. Lansat în 2003, acesta publica cu știri, recenzii de jocuri video și interviuri și emisiuni cu conținut care se concentra pe jocurile pe calculator. 1UP a fost vândut în 2009 lui Hearst Corporation, achiziționată de IGN Entertainment în 2011, care a închis multe dintre site-urile achiziționate și a mutat o parte din staff la IGN.

## Legături externe
- Site web oficial